# 580. pehotni polk (Wehrmacht)
Za druge 580. polke glejte 580. polk.
580. pehotni polk (izvirno nemško Infanterie-Regiment 580) je bil eden izmed pehotnih polkov v sestavi redne nemške kopenske vojske med drugo svetovno vojno.

## Zgodovina
Polk je bil ustanovljen 28. oktobra 1940 kot polk 13. vala na področju Münstra iz delov 167. in 504. pehotnega polka ter 129. poljskega rekrutnega bataljona; polk je bil dodeljen 306. pehotni diviziji.
12. marca 1942 so bili deli polka izvzeti iz sestave ter dodeljeni 671. pehotnemu polka; odvzeti deli so bili nadomeščeni. 
15. oktobra 1942 je bil polk preimenovan v 580. grenadirski polk.